# Molinari (Córdoba)
El suburbio de Molinari se ubica al noroeste de la Provincia de Córdoba en el Departamento Punilla.
La misma forma parte de la ciudad de Cosquín, y depende administrativamente de ella. 
Se encuentra a 4 kilómetros al norte  del centro de Cosquín y a 13 kilómetros al sur de La Falda, a 32 kilómetros de Villa Carlos Paz y a 50 kilómetros de Córdoba Capital. La localidad de Molinari se divide en tres barrios; "El Condado" y "Villa Parque San Jorge", ambos divididos por la
Ruta nacional 38 ; y al norte de ellos se encuentra el barrio de El Retiro, en el límite con la vecina localidad de Casa Grande. 
Molinari tiene actualmente unas 110 manzanas que lo componen según la dirección de Catastro de la Provincia de Córdoba.  Actualmente hay unas 450 casas construidas, con un promedio de crecimiento de 10 casas por año.  Entre los personajes interesantes y notables que habitan en Molinari, se encuentran los escritores Carlos Aristides Carrasco y Ulises Pastor Barreiro Archivado el 11 de junio de 2017 en Wayback Machine.
Cuenta con un camping, tres almacenes, dos kioscos y una fábrica de sweters. La mayoría de ellos son comercios chicos, dado que la vida comercial de esta localidad se encuentra en la parte céntrica de la ciudad de Cosquín. 
Existe además un convento de Monjas de la congregación de Las Hijas de San Camilo, que posee en sus instalaciones un hogar de ancianos llamado "San Camilo", ubicado sobre la ruta nacional 38.

## Infraestructura
El suburbio de Molinari se encuentra atravesado por la ruta nacional 38 que lo conecta hacia el sur con el resto de la ciudad de Cosquín y hacia el norte con la vecina localidad de Casa Grande.
La ruta es angosta y suele estar colapsada de tráfico.
Solía existir en Molinari una de las dos casillas de peaje que poseía la ruta 38 en el Valle de Punilla. La misma cobraba dinero a los vehículos que circulaban desde el norte hacia el sur (por ejemplo hacia Cosquín), pero quienes circulaban en dirección norte no se veían afectados por el cobro de la misma.
A pocos metros de la exestación de peaje se encuentra un parque pequeño con asadores a la orilla del Río San Francisco. Y desde allí parte en dirección oeste la ruta provincial S401, un camino de tierra que lleva a la zona de la Pampa de Oláen, la Estancia de La Candelaria y Characato.

## Educación
- Escuela Edelmiro Maidana  Pública, la cual recibe estudiantes de Barrio Parque San Jorge y del barrio el Condado.

## Transporte
Molinari no cuenta con estación terminal de autobuses, pero sí con varias paradas a lo largo de la ruta nacional 38; Las principales se denominan "El Condado", "Tejeduría" y "San Camilo".
Se abona el pasaje arriba del bus.
| Autobuses             | Autobuses                              | Autobuses |
| empresa               | línea                                  | destinos |
| --------------------- | -------------------------------------- | --- |
| Cooperativa La Calera | Córdoba-La Falda por E55               | Córdoba, La Calera, San Roque, Bialet Massé, Sta. María De Punilla, Cosquín, Casa Grande, Valle Hermoso, La Falda. |
| Cooperativa La Calera | Córdoba-La Falda por variante          | Córdoba, San Roque, Bialet Massé, Santa María De Punilla, Cosquín, Casa Grande, Valle Hermoso, La Falda. |
| Empresa Sarmiento     | Córdoba-Cruz Del Eje por San Roque     | Córdoba, San Roque, Bialet Massé, Sta. María De Punilla, Cosquín, Casa Grande, Valle Hermoso, La Falda, La Cumbre, Los Cocos, Capilla Del Monte, San Marcos Sierras, Cruz Del Eje.                                                                                              |
| Empresa Sarmiento     | Córdoba-Cruz Del Eje por Ruta 20       | Córdoba, Villa Carlos Paz, Va. Santa Cruz Del Lago, Parque Síquiman, Bialet Massé, Sta. María De Punilla, Cosquín, Valle Hermoso, La Falda, La Cumbre, Capilla Del Monte, Cruz Del Eje.                                                                                         |
| Empresa Sarmiento     | Córdoba-Villa Dolores por Cruz Del Eje | Córdoba, Villa Carlos Paz, Va. Sta. Cruz Del Lago, Parque Síquiman, Bialet Massé, Sta. M. De Punilla, Cosquín, Casa Grande, Valle Hermoso, La Falda, La Cumbre, Capilla Del Monte, Cruz Del Eje, Va. De Soto, San Carlos Minas, Cura Brochero, Mina Clavero, Nono, Va. Dolores. |
| Empresa Sarmiento     | Alta Gracia-Capilla Del Monte          | Alta Gracia, Falda Del Cañete, Falda Del Carmen, San Nicolás, Va. Carlos Paz, Va. Sta. Cruz Del Lago, Bialet Massé, Sta. María De Punilla, Cosquín, Valle Hermoso, La Falda, Villa Giardino, La Cumbre, Los Cocos, Capilla Del Monte.                                           |
| Empresa Lumasa        | Córdoba-La Falda                       | Córdoba, Villa Carlos Paz, Va. Santa Cruz Del Lago, Parque Síquiman, Bialet Massé, Sta. María De Punilla, Cosquín, Valle Hermoso, La Falda. |
| Empresa Ersa          | Córdoba-Cruz Del Eje                   | Córdoba, Villa Carlos Paz, Va. Santa Cruz Del Lago, Parque Síquiman, Bialet Massé, Cosquín, Valle Hermoso, La Falda, La Cumbre, Los Cocos, Capilla Del Monte, Cruz Del Eje. |